# Giancarlo Astrua
Giancarlo Astrua (* 11. August 1927 in Graglia; † 29. Juli 2010 ebenda) war ein italienischer Radrennfahrer.

## Sportliche Laufbahn
Astrua begann schon als Schüler mit dem Radsport. Er bestritt 1948 die ersten Profi-Rennen mit einer Lizenz als Unabhängiger. 1949 erhielt er seinen ersten festen Vertrag als Berufsfahrer im französischen Rennstall Follis-Dunlop, in dem u. a. auch der bekannte Bahnsprinter Louis Gérardin unter Vertrag stand. Er entwickelte sich zu einem starken Rundfahrt-Spezialisten. Bei seinem ersten Start im Giro d’Italia 1949 war er der jüngste Teilnehmer. Seine Laufbahn als Profi beendete er 1958, wobei er überwiegend für das italienische Team Atala gestartet war. Im Mai 1950 hatte er einen ersten großen Erfolg mit dem Gewinn der 15. Etappe des Giro. Ein Jahr später gewann er erneut einen Tagesabschnitt und beendete die Rundfahrt auf dem 5. Platz. 1952 wurde er auf dem 7. Platz klassiert, im Herbst gewann er die Trofeo Baracchi mit Nino Defilippis als Partner. 1953 gewann er den Giro della Romagna und bestritt die Tour de France, die er als Dritter auf dem Podium hinter Louison Bobet und Jean Malléjac  beendete. Auf dem Podium stand er auch 1954 als Dritter der Tour de Suisse (die er insgesamt dreimal gefahren ist), beim Giro  d’Italia  war er erneut Fünfter geworden. 1955 gelang ihm ein weiterer Etappensieg beim Giro d’Italia, die Tour de France beendete mit dem 7. Rang wiederum im Vorderfeld. Im folgenden Jahr gewann er bei seinem ersten Start bei der Vuelta a España eine Etappe.

## Grand-Tour-Platzierungen
| Grand Tour            | 1949 | 1950 | 1951 | 1952 | 1953 | 1954 | 1955 | 1956 | 1957 |
| --------------------- | ---- | ---- | ---- | ---- | ---- | ---- | ---- | ---- | ---- |
| Vuelta a EspañaVuelta | –    | –    | –    | –    | –    | –    | –    | DNF  | –    |
| Giro d’ItaliaGiro     | DNF  | 25   | 5    | 7    | –    | 5    | 16   | –    | 15   |
| Tour de FranceTour    | –    | –    | –    | –    | 3    | –    | 7    | –    | –    |

## Berufliches
Astrua absolvierte eine Ausbildung zum Dreher. Nach seiner Laufbahn führte er ein Sportgeschäft in Turin.